# Charles Hambira
Charles Hambira, né le 3 juin 1990 à Otjinene (en), est un footballeur international namibien. Il évolue au poste de défenseur central.

## Biographie

### En équipe nationale
Il débute en sélection nationale le 20 août 2017, contre les Comores. Ce match gagné 2-0 rentre dans le cadre des éliminatoires du championnat d'Afrique des nations 2018.
Il participe en janvier 2018, au championnat d'Afrique des nations organisé au Maroc. Lors de cette compétition, il joue trois matchs. Il se met en évidence en inscrivant son premier but, face à la Côte d'Ivoire. La Namibie s'incline en quart de finale face au Maroc.
Il dispute ensuite en juin 2018 la Coupe COSAFA. Lors de ce tournoi qui se déroule en Afrique du Sud, il joue deux matchs. En mai 2019, il participe pour la seconde fois à la Coupe COSAFA, une nouvelle fois organisée en Afrique du Sud. Il joue deux rencontres lors de cette compétition. Il se met en évidence en marquant un but contre le Malawi.
En 2019, il est retenu par le sélectionneur Ricardo Mannetti afin de participer à la Coupe d'Afrique des nations 2019 qui se déroule au Cameroun. Il doit toutefois se contenter du banc des remplaçants. Avec un faible bilan de trois défaites en trois matchs, six buts encaissés et seulement un but marqué, la Namibie est éliminée dès le premier tour.
Le 2 septembre 2021, il inscrit son troisième but en équipe nationale, contre le Congo. Ce match nul (1-1) rentre dans le cadre des éliminatoires du mondial 2022. En décembre 2023, il est retenu dans la liste des vingt-sept joueurs namibiens sélectionnés par Collin Benjamin pour disputer la Coupe d'Afrique des nations 2023.

## Palmarès
- Champion de Namibie en 2012 avec le Black Africa.